# 장미와 도박사
"장미와 도박사"는 1983년에 개봉한 대한민국의 영화이다.

## 캐스팅
- 김영애
- 마흥식
- 이영옥
- 허진
- 장혁
- 강호신
- 남수정
- 장순복
- 윤일주
- 유경애
- 유명순
- 안진수
- 조상건
- 정선우
- 임성포
- 박예숙
- 조학자
- 나갑성
- 한태일
- 정희정
- 주상호
- 정미경
- 홍재옥
- 장철